# Тромбоксан

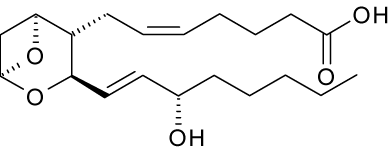
Тромбоксан А2

Тромбоксан В2

Тромбоксан є сполукою сімейства ліпідів, відомих як ейкозаноїди. Двома основними тромбоксанами є тромбоксан А2 і тромбоксан В2. Відмінною рисою тромбоксанів є 6-членне кільце, що містить ефір.
Тромбоксан названий за його роль у формуванні згустків при тромбозі.

## Вироблення

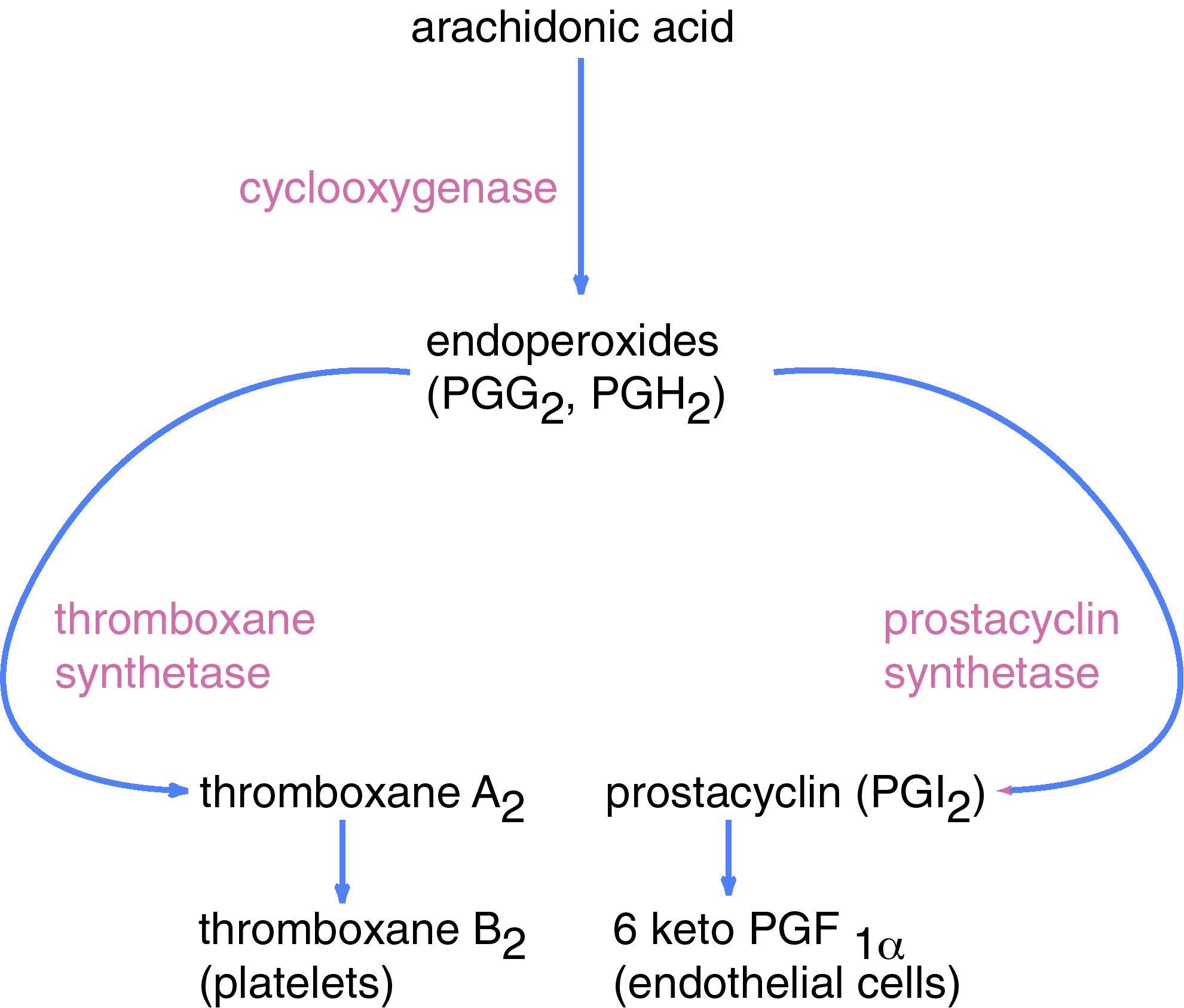
Ферменти та субстрати, пов'язані з синтезом тромбоксану та простацикліну.

Синтез ейкозаноїдів.

Тромбоксан-А синтаза, фермент, що міститься в тромбоцитах, перетворює похідне арахідонової кислоти простагландин Н2 у тромбоксан.
Вироблення Тромбоксана A2 здійснюється за допомогою послідовного процесу, що починається з арахідонової кислоти (АК). Арахідонова кислота є поліненасиченою жирною кислотою, присутньою у фосфоліпідній мембрані клітин організму. В умовах запалення фосфоліпаза А2 відщеплює арахідонову кислоту від клітинної мембрани та перетворюється на простагландин Н2 (PGH2) під дією ферменту ЦОГ (циклооксигенази). Існують дві еволюційно консервативні ізоформи ЦОГ, включаючи ЦОГ-1 та ЦОГ-2. ЦОГ-1 конститутивно експресується в тромбоцитах, а ЦОГ-2 є формою, що індукується та виявляється тільки в невеликій частині циркулюючих тромбоцитів в нормальних умовах.

## Механізм
Тромбоксан діє, зв'язуючись з будь-яким з рецепторів тромбоксану, та рецепторів зв'язування G-білків, пов'язаних з G-білком Gq.

## Функції
Тромбоксан — це судинозвужувальний засіб та потужний гіпертонічний засіб, що сприяє агрегації тромбоцитів.
Він знаходиться в гомеостатичному балансі в системі кровообігу із спорідненою сполукою простацикліном. Механізм секреції тромбоксанів з тромбоцитів досі незрозумілий. Вони діють на утворення тромбів і зменшують приплив крові до місця згустку.
Тромбоксан A2 є медіатором позитивного зворотного зв'язку під час активації тромбоцитів. Через короткий період напіввиведення, що становить близько 30 секунд, Тромбоксан A2 діє в аутокринній або паракринній речовині, активуючи сусідні тромбоцити та генеруючи більше тромбоксану A2 та посилюючи дію інших, більш потужних агоністів тромбоцитів. Коли тромбоксан A2 зв'язується з TP (рецептор, пов'язаний з G-білком (GPCR), що експресується в різних тканинах і клітинах, включаючи тромбоцити), відбувається активація тромбоцитів, що веде до зміни форми тромбоцитів, активації фосфоліпази A2, дегрануляції щільних та альфа-гранул тромбоцитів та агрегації тромбоцитів. Тромбоксан A2 також викликає вазоконстрикцію.

## Роль А2 у агрегації тромбоцитів
Тромбоксан A2 (TXA 2), що продукується активованими тромбоцитами, має протромботичні властивості, стимулюючи активацію нових тромбоцитів, а також збільшуючи агрегацію тромбоцитів.
Агрегація тромбоцитів досягається посередницькою експресією глікопротеїнового комплексу GP IIb/IIIa в клітинній мембрані тромбоцитів. Циркулюючий фібриноген пов'язує ці рецептори на прилеглих тромбоцитах, додатково зміцнюючи згусток.

## Патологія
Вважається, що звуження судин, спричинене тромбоксанами, відіграє певну роль при стенокардії Принцметала. Омега-3 жирні кислоти метаболізуються з утворенням більш високих рівнів TxA 3, який є відносно менш потужним, ніж TxA 2 та PGI 3; отже, відбувається зміщення балансу в бік інгібування звуження судин і агрегації тромбоцитів. Вважається, що цей зсув рівноваги знижує частоту інфаркту міокарда (інфаркт) та інсульту. Звуження судин і, можливо, різні передзапальні ефекти, що здійснюються TxA на мікросудинну тканину, є ймовірною причиною того, що TxA є патогенним при різних захворюваннях, таких як ішемія-реперфузійне ураження, запальні процеси печінки, гостра гепатотоксичність тощо. TxB2, стабільний продукт розпаду TxA2, відіграє роль у гострій гепатоксичності, викликаній ацетамінофеном.

## Інгібітори
Інгібітори тромбоксану в цілому поділяють на ті, що пригнічують синтез тромбоксану, та на ті, що пригнічують його цільовий ефект.
Інгібітори синтезу тромбоксану, в свою чергу, можна класифікувати щодо того, який етап синтезу вони інгібують:
- Широко використовуваний препарат аспірин діє, пригнічуючи здатність ферменту ЦОГ синтезувати попередники тромбоксану в тромбоцитах. Тривале застосування низьких доз аспірину незворотно блокує утворення тромбоксану А <sub id="mwVw">2</sub> у тромбоцитах, виробляючи інгібуючий ефект на агрегацію тромбоцитів. Ця антикоагулянтна властивість робить аспірин корисним для зменшення частоти серцевих нападів.[7] 40 мг аспірину на день здатний інгібувати значну частку максимального вивільнення тромбоксану А 2, що провокується гостро, при цьому синтез простагландину І2 мало впливає; однак для досягнення подальшого гальмування необхідні більш високі дози аспірину[8].
- Інгібітори тромбоксансинтази пригнічують кінцевий фермент (тромбоксансинтазу) у синтезі тромбоксану. Іфетробан є потужним та селективним антагоністом рецепторів тромбоксану[9]. Дипіридамол також протидіє цьому рецептору, але також має різні інші механізми антитромбоцитарної активності.
- Високі дози напроксена можуть спричинити майже повне придушення тромбоцитарного тромбоксану протягом усього інтервалу дозування, і, схоже, не збільшують ризик серцево-судинних захворювань (ССЗ), тоді як інші схеми високих доз НПЗП (нестероїдні протизапальні) мають лише тимчасовий вплив на тромбоцити COX-1 і було встановлено, що вони пов'язані «з невеликою, але певною судинною небезпекою»[10].

Інгібіторами цільових ефектів тромбоксану є антагоніст рецепторів тромбоксану, включаючи терутробан.
Пікотамід має активність, і як інгібітор синтезу тромбоксану, і як антагоніст рецепторів тромбоксану.
Рідогрель — ще один інгібітор. Також є й інші інгібітори.